# Il n'y a pas de fumée sans feu
Pour plus de détails, voir Fiche technique et Distribution.
Il n'y a pas de fumée sans feu est un film dramatique italo-français réalisé par André Cayatte, sorti en 1973.

## Synopsis
Chavigny, dans la banlieue de Paris. Joseph Boussard, un homme de la majorité, règne sur la ville. Son adjoint, quelques hommes de main, se chargent des basses besognes. Les élections sont proches. Un colleur d'affiches du camp opposé est tué « accidentellement ». Un témoin gênant est abattu. Le Docteur Peyrac, homme de gauche, estimé de tous, accepte de s'engager dans la bataille. Il sera candidat contre Boussard. Comment lui barrer la route ? L'adjoint du maire réussit à obtenir une photo truquée et la fait distribuer. On y voit Madame Peyrac « partouzant » dans la résidence de ses amis Leroy. Le montage résiste aux investigations de laboratoire. Mais Peyrac ne cède pas. Le meurtre du photographe, auteur du faux, est l'occasion d'une nouvelle machination. C'est Peyrac qui est accusé de cet assassinat et emprisonné. Sa femme avec le soutien d'Olga Leroy, réussira-t-elle à prouver son innocence ? Olga a des amis haut placés, plus puissants que Boussard dont un scandale pourrait l'éclabousser ainsi que ses amis. Celui-ci est prié de s'effacer au profit de son adjoint. Peyrac est libéré mais les amis de la première heure ne sont pas tous là pour l'attendre, à sa sortie de prison.

## Fiche technique
- Titre original français : Il n'y a pas de fumée sans feu
- Titre italien : Non c'è fumo senza fuoco[1]
- Réalisation : André Cayatte, assisté d'Alain Bonnot
- Auteur, Scénario et adaptation : André Cayatte et Pierre Dumayet
- Dialogues : Pierre Dumayet
- Images : Maurice Fellous
- Montage : Françoise Javet
- Musique : P. Duclos et F. de Boisvallée
- Sociétés de production :  Labrador Films, Carlton Film Export, Audio Production, Euro International Film (EIA)
- Distributeur : C.F.D.C.
- Pays de production :  France -  Italie
- Langue originale : français
- Durée : 120 minutes
- Date de sortie : 
  - France : 16 mai 1973
- Affiche : René Ferracci (France)

## Distribution
- Annie Girardot : Sylvie Peyrac
- Mireille Darc : Olga Leroy
- Bernard Fresson : Dr Peyrac
- Michel Bouquet : Morlaix
- André Falcon : Boussard
- Paul Amiot :  Arnaud, le mari de Corinne
- Micheline Boudet : Corinne
- Pascale de Boysson : Véronique
- Nathalie Courval : Gaby
- Marc Michel : Jérome Leroy
- André Reybaz
- Georges Riquier : Juge
- Pierre Tabard
- Frédéric Simon : fils de Peyrac
- Mathieu Carrière : Ulrich Berl Le photographe
- Jacques Ardouin
- René Arrieu
- Michel Bernardy
- Françoise Bette : une passante du micro-trottoir
- Gérard Dournel
- Marius Laurey : un des hommes de Morlaix
- Robert Rimbaud : Georges Ravier
- Bernard Salvage
- Jean-Paul Tribout : le journaliste radio
- Marius Balbinot
- Patrick Bouchitey : l'ami d'Ulrich
- Daniel Bellus
- Serge Berry
- Paul Bisciglia : un des hommes de Morlaix
- Madeleine Cheminat : la belle-mère de Sylvie
- Pierre Decazes
- Jean Favre-Bertin
- Victor Garrivier : un policier
- Didier Gaudron
- Jacques Giraud
- Marie Hermes
- Patricia Karim
- Jean Legall
- Pierre Leproux
- André Penvern : le curé ami de Peyrac
- Fred Personne
- Louison Roblin : une passante du micro-trottoir
- Jean Rupert
- Frédéric Santaya
- Jean-Paul Schintu
- Christine Simon : Nun
- Marthe Villalonga : la teinturière
- Alain Weill
- Isabelle Duby (non créditée)
- Jean-Pierre Chaudot

## Autour du film
Le scénario est inspiré d'un fait divers, la fusillade de Puteaux, qui a lieu en 1971. Il comporte également des éléments repris de l'affaire Markovic, qui se situe à la fin des années 60.
L'action est censée se dérouler à Chavigny en banlieue parisienne, mais il n'existe pas de Chavigny près de Paris. Des villes portant ce nom se trouvent dans l'Aisne, l'Eure et la Meurthe-et-Moselle.
Le film a été tourné en partie au quartier de la Dame Blanche à Garges-lès-Gonesse.
Plusieurs voitures immatriculées 96 apparaissent dans le film. Jusqu'en 1954, c'était l'ancien numéro de la Tunisie sous protectorat français ; ce numéro n'a plus été attribué ensuite.